# Rheinfallbahn
| Stadler GTW bei der Fahrt über die Rheinbrücke bei Laufen |                                                              |                                        |                                        |
| Streckennummer (BAV): | 762 (Winterthur Nord–Schaffhausen)                           |                                        |                                        |
| Fahrplanfeld: | 762                                                          |                                        |                                        |
| Streckenlänge: | 29,92 km                                                     |                                        |                                        |
| Spurweite: | 1435 mm (Normalspur)                                         |                                        |                                        |
| Stromsystem: | 15 kV 16,7 Hz ~                                              |                                        |                                        |
| Maximale Neigung: | 14 ‰                                                         |                                        |                                        |
| Zugbeeinflussung: | ETCS Level 1 LS, Euro-ZUB, Euro-Signum                       |                                        |                                        |
| Zweigleisigkeit: | Hettlingen–Henggart, Meder–Marthalen, Neuhausen–Schaffhausen |                                        |                                        |
| |                                                              |                                        |                                        |
| \| \| \| von Zürich \| \| \| \| \| von Koblenz (CH) \| \| \| \| 26,14 \| Winterthur \| 439 m ü. M. \| \| \| \| nach St. Gallen \| \| \| \| \| nach Romanshorn und nach Etzwilen \| \| \| \| \| Autobahn 1 (70 m) \| \| \| \| 32,71 \| Hettlingen \| 425 m ü. M. \| \| \| 35,01 \| Henggart \| 434 m ü. M. \| \| \| 39,17 \| Andelfingen \| 402 m ü. M. \| \| \| \| Thurbrücke Andelfingen (133 m) \| \| \| \| 44,57 \| Meder \| 403 m ü. M. \| \| \| 46,47 \| Marthalen \| 411 m ü. M. \| \| \| 51,31 \| Dachsen \| 394 m ü. M. \| \| \| 52,49 \| Schloss Laufen am Rheinfall \| 389 m ü. M. \| \| \| \| Schloss Laufen (66 m) \| \| \| \| \| Rheinfallbrücke (177 m) \| \| \| \| \| Röti (153 m) \| \| \| \| \| von Eglisau \| \| \| \| 53,84 \| Neuhausen \| 397 m ü. M. \| \| \| \| Hochrheinbahn von Waldshut \| \| \| \| 56,06 \| Schaffhausen \| 404 m ü. M. \| \| \| \| Seelinie nach Stein am Rhein \| \| \| \| \| Hochrheinbahn nach Singen (Hohentwiel) \| \| |                                                              |                                        |                                        |
| Strecke |                                                              | von Zürich                             | von Zürich                             |
| Abzweig geradeaus und von links |                                                              | von Koblenz (CH)                       | von Koblenz (CH)                       |
| Bahnhof | 26,14                                                        | Winterthur                             | 439 m ü. M.                            |
| Abzweig geradeaus und nach rechts |                                                              | nach St. Gallen                        | nach St. Gallen                        |
| Abzweig geradeaus und nach rechts |                                                              | nach Romanshorn und nach Etzwilen      | nach Romanshorn und nach Etzwilen      |
| Brücke |                                                              | Autobahn 1 (70 m)                      | Autobahn 1 (70 m)                      |
| Bahnhof | 32,71                                                        | Hettlingen                             | 425 m ü. M.                            |
| Bahnhof | 35,01                                                        | Henggart                               | 434 m ü. M.                            |
| Bahnhof | 39,17                                                        | Andelfingen                            | 402 m ü. M.                            |
| Brücke über Wasserlauf |                                                              | Thurbrücke Andelfingen (133 m)         | Thurbrücke Andelfingen (133 m)         |
| Blockstelle | 44,57                                                        | Meder                                  | 403 m ü. M.                            |
| Bahnhof | 46,47                                                        | Marthalen                              | 411 m ü. M.                            |
| Bahnhof | 51,31                                                        | Dachsen                                | 394 m ü. M.                            |
| Haltepunkt / Haltestelle | 52,49                                                        | Schloss Laufen am Rheinfall            | 389 m ü. M.                            |
| Tunnel |                                                              | Schloss Laufen (66 m)                  | Schloss Laufen (66 m)                  |
| Brücke über Wasserlauf |                                                              | Rheinfallbrücke (177 m)                | Rheinfallbrücke (177 m)                |
| Tunnel |                                                              | Röti (153 m)                           | Röti (153 m)                           |
| Abzweig geradeaus und von links |                                                              | von Eglisau                            | von Eglisau                            |
| Bahnhof | 53,84                                                        | Neuhausen                              | 397 m ü. M.                            |
| Abzweig geradeaus und von links |                                                              | Hochrheinbahn von Waldshut             | Hochrheinbahn von Waldshut             |
| Bahnhof | 56,06                                                        | Schaffhausen                           | 404 m ü. M.                            |
| Abzweig geradeaus und nach rechts |                                                              | Seelinie nach Stein am Rhein           | Seelinie nach Stein am Rhein           |
| Strecke |                                                              | Hochrheinbahn nach Singen (Hohentwiel) | Hochrheinbahn nach Singen (Hohentwiel) |

Die Rheinfallbahn von Winterthur nach Schaffhausen ist eine normalspurige Eisenbahnstrecke in der Schweiz. Sie überquert südwestlich von Schaffhausen den Rhein knapp oberhalb des Rheinfalls, welcher der Bahn den Namen gab.

## Geschichte

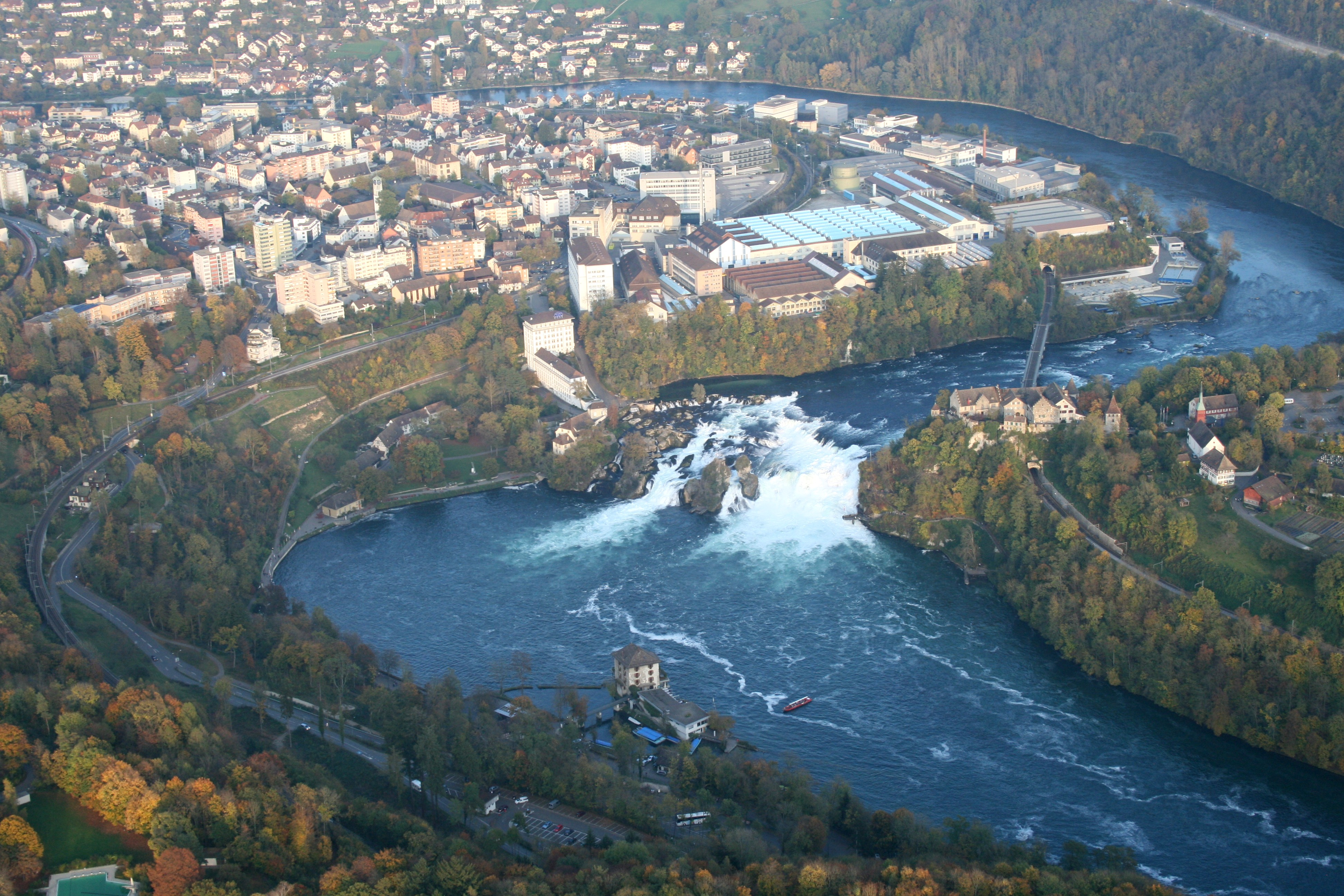
Rheinfallbahn (rechts) und Bahnstrecke Eglisau–Neuhausen (links) bei Neuhausen

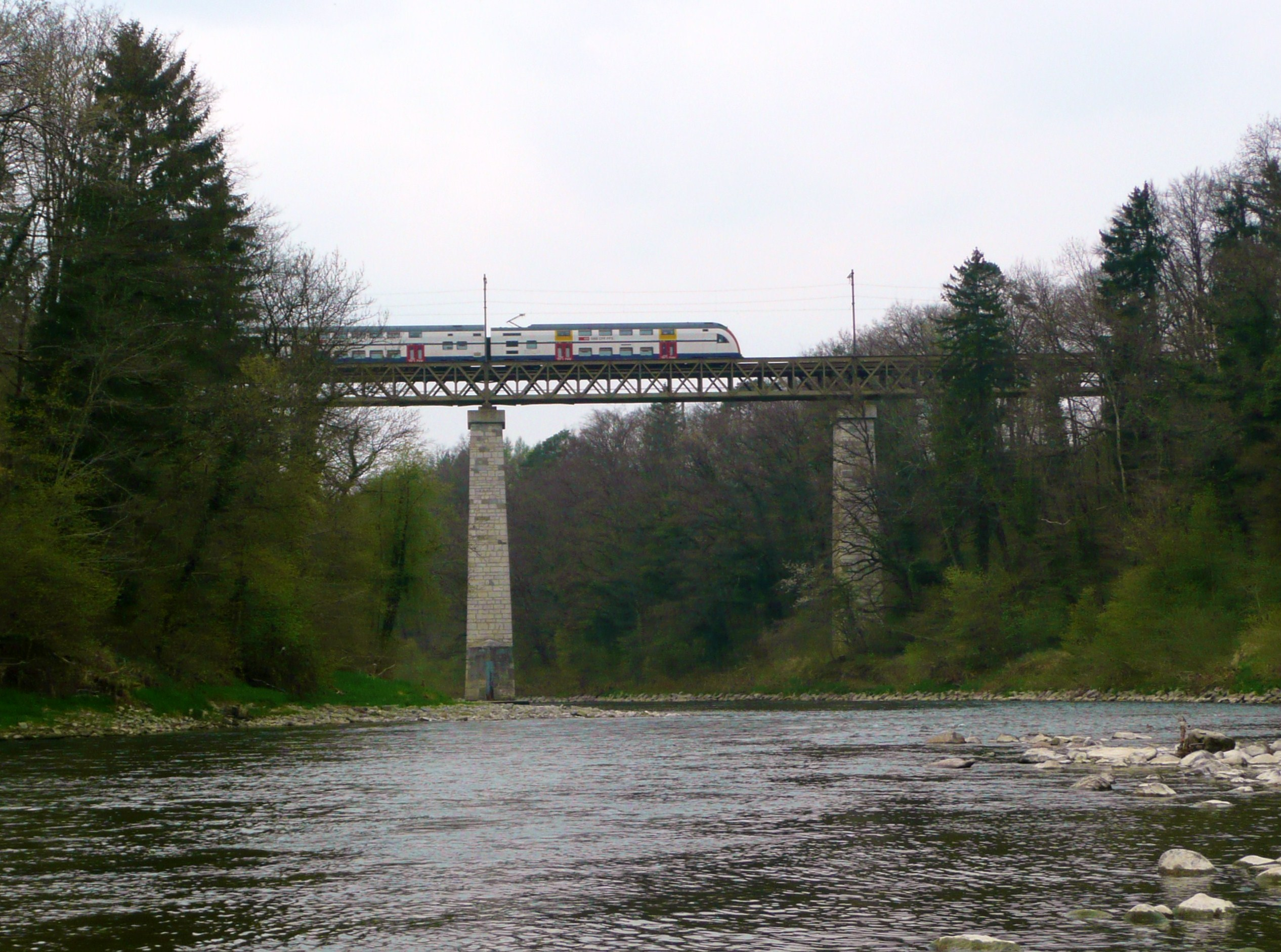
Thurbrücke Andelfingen

1853 wurde auf Initiative von Friedrich Peyer im Hof und Heinrich Moser die Rheinfallbahn-Gesellschaft gegründet. Unter der Führung von Oberbauleiter Carl Ruland aus München begann der Bahnbau 1855. Dabei war der Bau des Streckenabschnittes Andelfingen–Schaffhausen weitaus schwieriger als der Bau des Abschnittes Andelfingen–Winterthur, denn es mussten dafür zwei Brücken und ein Tunnel (der Rötitunnel wurde erst 1963/1964 beim Bau der Kläranlage gebaut) errichtet werden, wofür teilweise enorme Erdbewegungen nötig waren. Die Rheinfallbrücke trägt seit Ende der 1950er-Jahre beidseitig einen Fussgängersteg, der Neuhausen am Rheinfall mit Laufen verbindet und von den Besuchern des Rheinfalls benutzt wird.
Noch vor der Betriebseröffnung wurde die Gesellschaft am 4. November 1856 von der Schweizerischen Nordostbahn (NOB) übernommen, welche am 16. April 1857 den Betrieb eröffnete. Schaffhausen war somit über das Zürcher Weinland mit Winterthur verbunden. Von da aus bestanden Bahnverbindungen über den Zürcher Hauptbahnhof bis nach Brugg und in die andere Richtung bis nach Romanshorn und St. Gallen.
Ursprünglich sollte die Strecke Zürich mit Süddeutschland verbinden, 1897 wurde aber ein kürzerer Weg über Bülach eröffnet, so dass heute praktisch nur noch Nahverkehrszüge auf der Rheinfallbahn fahren.
Die Strecke wurde am 11. April 1943 auf den elektrischen Betrieb umgestellt.
Die Strecke war ursprünglich auf der ganzen Länge einspurig. Zur Doppelspur wurden folgende Abschnitte ausgebaut (Datum Inbetriebnahme als Doppelspurabschnitt):
- 1. September 1931: Neuhausen–Schaffhausen (2. Gleis schon 1929/30 gelegt)
- 7. September 1997: Meder-Marthalen
- 20. Juni 2004: Hettlingen–Henggart

Am 10. Januar 2013 stiessen in Neuhausen am Rheinfall ein SBB-HVZ-Doppelstockzug Schaffhausen–Winterthur und eine aus Winterthur kommende Thurbo-GTW-Komposition frontal zusammen. Der Thurbo-Triebfahrzeugführer hatte ein Haltesignal missachtet. Rettungskräfte aus Schaffhausen, Zürich und Deutschland rückten sofort mit einem Grossaufgebot aus. 26 Passagiere wurden verletzt, und es entstand Sachschaden in Millionenhöhe. Das missachtete Signal war nur mit Integra-Signum und nicht mit ZUB gesichert.

## Betrieb
Die Strecke ist seit 1902 Eigentum der Schweizerischen Bundesbahnen (SBB) und seit Mai 1990 Teil der S-Bahn Zürich. Befahren wird die Strecke hauptsächlich durch die S33 und seit Dezember 2006 zusätzlich durch die S16. Der dichte Fahrplan erlaubt kaum Güterzüge oder Extrazüge auf der eingleisigen Strecke. Aufgrund fehlenden Ausbaus ist auf der Strecke nur ein hinkender Halbstundentakt möglich, da die benötigte Kreuzungsstelle bei Winterthur nur eingleisig ist. Im Rahmen der 4. Teilergänzungen der S-Bahn Zürich kommt es zum Umtausch: Die S11 kommt seit Dezember 2018 abwechselnd je halbstündlich von Wila und Seuzach nach Winterthur und fährt weiter nach Dietikon und von dort stündlich weiter nach Aarau (Mo.–Fr. Hauptverkehrszeit halbstündlich). Im Weinland kommt im Gegenzug die S12 und fährt stündlich von Schaffhausen nach Brugg. Dazu kommt eine neue Linie im Weinland zum Einsatz, die S24, sie fährt stündlich und nur mit jeweiligem Halt in Neuhausen und Andelfingen von Thayngen nach Zug. Die S16 wird hingegen wieder aufgehoben und fährt nur noch bis zum Flughafen. Damit hat das ganze Weinland mit der S12 einen direkten Zug nach Zürich.
Zurzeit (Fahrplanjahr 2021) verkehrten folgende Linien über die Rheinfallbahn:
- S 12  Brugg – Altstetten – Zürich HB – Stadelhofen – Winterthur – Schaffhausen
- S 24  Thayngen – Schaffhausen – Winterthur – Zürich Flughafen – Zürich HB – Thalwil – Horgen Oberdorf – Zug (hält nur in Neuhausen und Andelfingen)
- S 33 Winterthur – Schaffhausen
- SN3 Winterthur – Schaffhausen (– Stein am Rhein) (verkehrt nur in den Wochenendnächten)